# Platypelis tuberifera
Platypelis tuberifera är en groddjursart som först beskrevs av Paul Ayshford Methuen 1920.  Platypelis tuberifera ingår i släktet Platypelis och familjen Microhylidae. IUCN kategoriserar arten globalt som livskraftig. Inga underarter finns listade i Catalogue of Life.